# 阿兹敏阿里
拿督斯里莫哈末阿兹敏·阿里（1964年8月25日—），马来西亚政治人物， 土著团结党总秘书兼雪兰莪州主席，以及国民联盟雪兰莪州主席，现任雪兰莪州议会反对党领袖兼雪兰莪淡江州议员。曾是馬來西亞國際貿易及工業部高級部長、马来西亚前任经济事务部长、鹅唛国会议员和雪兰莪州第十五任州务大臣及雪兰莪国际山庄州议员，人民公正党前任全国署理主席。

## 政治生涯
1999年11月，阿兹敏在全国大选中，成功当选雪州淡江州议员，开始在政坛崭露头角。
2008年3月8日，阿兹敏于马来西亚第12届全国大选中胜出，同时当选为国会议员及州议员，并在2013年第13届全国大选和2018年第14届全国大选中获得连任。

### 雪州大臣
2014年9月23日，取代卡立依布拉欣正式成为雪兰莪州务大臣；2018年5月11日，他在雪兰莪州苏丹沙拉弗丁·依德利斯·沙面前宣誓续任雪兰莪州务大臣。

### 经济部长

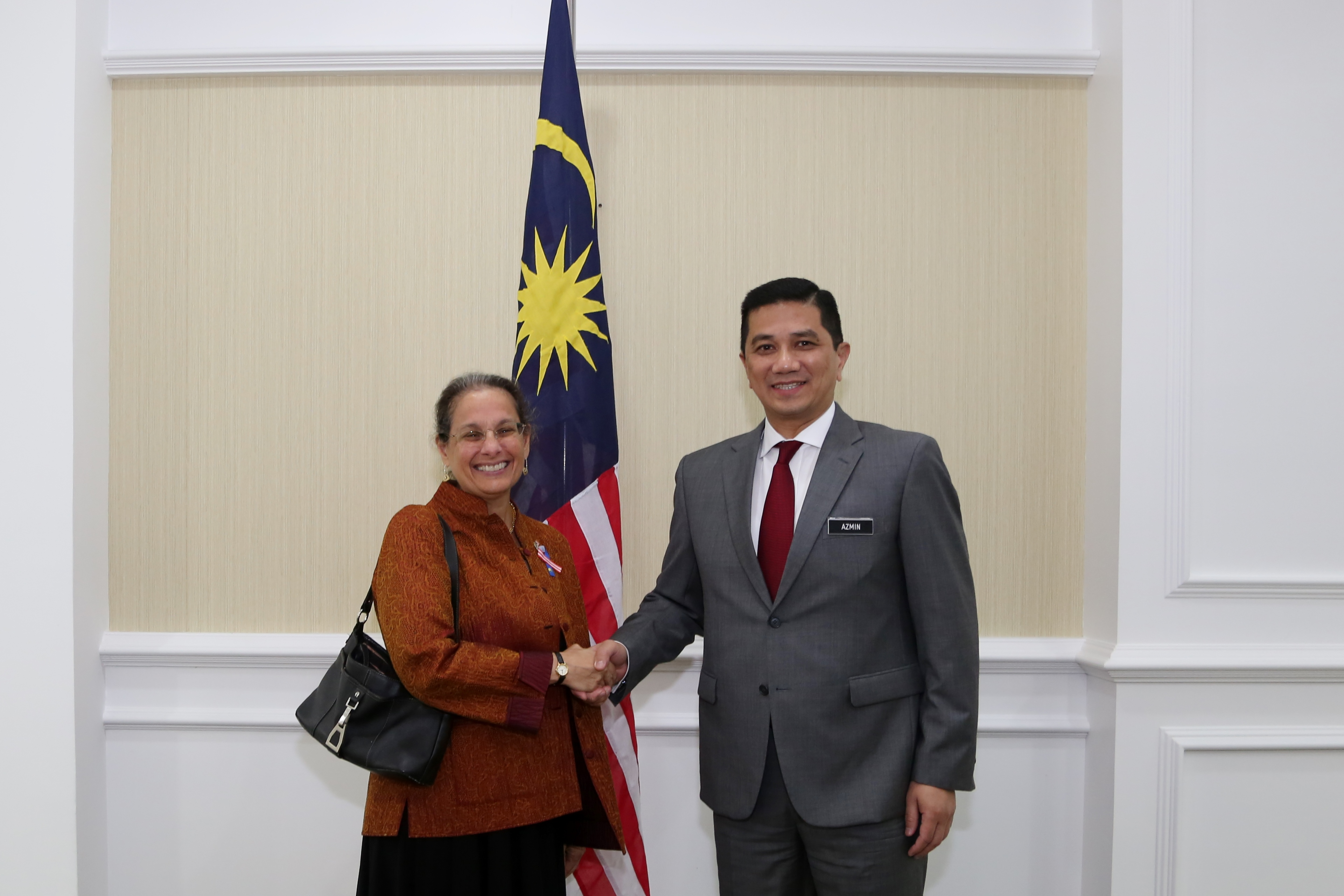
2018年8月27日阿兹敏与美国驻马大使雷荷花会面

2018年5月18日，新任首相马哈迪·莫哈末在宣布的内阁名单中列明阿兹敏将成为经济事务部长。阿兹敏隔日在首要领导基金会会晤马哈迪后表示，他须觐见雪州苏丹，再宣布是否辞去大臣职务，以担任经济部长。5月21日，雪兰莪州苏丹私人秘书发表文告，表示州务大臣拿督斯里阿兹敏在向马哈迪了解职责后，同意担任中央内阁职位，即经济事务部长；苏丹殿下也同意阿兹敏担任该部长职，而后者将暂时兼任雪兰莪州州务大臣和经济事务部长，直到选出新任州务大臣为止；阿兹敏阿里也已向苏丹殿下提呈一份名单，以选出新任州务大臣。同日下午5点30分，他在国家最高元首端姑莫哈末五世面前宣誓就任为经济事务部长。
2018年6月19日，他在雪兰莪州苏丹沙拉弗丁·依德利斯·沙面前宣读卸任公告并正式卸任第十五任州务大臣；同日，阿米鲁丁沙利宣誓就任为第十六任州务大臣。
2018年8月5日，阿兹敏抵达新加坡，以进行工作访问。2019年1月14日，他再到访新加坡进行双边访问。同年9月20日至22日，阿兹敏率领马来西亚代表团对泰国和新加坡进行工作访问。
2019年3月12日，阿兹敏在国会下议院问答环节上表示，该部将会向首相马哈迪建议成立一个执行委员会及工作小组，以便国家经济行动理事会能更有效地执行任务。

#### 公正党的内部斗争
2019年6月13日，马来西亚媒体之间流传「男男性爱的短片」，一名貌似阿兹敏的人士与另一名男主角发生性行为，引发政治风波。安华的派系对阿兹敏立场非常强硬，促请他应该告假接受调查或辞职，让两人关系出现破裂和展开内斗。
同年12月7日，人民公正党举行的党大会中，安华与阿兹敏的派系准备提出休战。但是，在大会上发表致词时，安华引用了马六甲王朝叛徒的历史典故，指内斗导致马六甲王朝被葡萄牙人侵略，引发阿兹敏的派系强烈不满，并拉大队集体离席，期间更发生冲突事件。两人也正式公开翻脸，两派阵营均不愿向另一派妥协。《星洲日报》形容两人的权斗犹如2000年始马华公会两大巨头林良实与林亚礼阵营斗争，进而爆发马华激烈双林党争的复制版本。

### 开除黨籍、加入国盟联盟
2020年2月24日，公正党总秘书赛夫丁纳苏迪安宣布将阿兹敏和祖莱达两人从公正党中开除党籍，引发该党10名国会议员一起退党。2月28日，阿兹敏与跟随他的国会议员加入或支持由土著团结党总裁慕尤丁组成的国民联盟，成为希盟政权垮台的重要因素之一。他因此被希盟成员批评是叛徒。随后，阿兹敏与祖莱达等10名议员发表联合声明，指责施压首相马哈迪·莫哈末择定交权日期的人士才是真正的叛徒。

### 国际贸易及工业部高级部长（2020-2022）
2020年3月9日，慕尤丁在国家王宫宣布政府内阁名单，阿兹敏被委任为国际贸易及工业部高级部长。之后在8月22日，阿兹敏率领退出公正党议员，以及他们成立的4个非政府组织共有20万名成员，正式加入土著团结党。并在9月8日受委土团党最高理事兼国际局主任。
2021年4月26日至5月4日，阿兹敏前往沙地阿拉伯和阿联酋官访以招揽海外投资。贸工部之后发文告说，此次官访共为马来西亚招揽22亿6000万令吉的投资，以及推销逾13亿令吉的马来西亚商品与服务。5月10日，刚回国不久的阿兹敏拜访布城警区总部，同时在社媒贴出相关照片，引起网民怀疑违反国家防疫标准。
2021年8月16日，受到巫统主席阿末扎希发起的倒阁行动，成功推翻国盟政权，慕尤丁也黯然宣布辞去首相职位，其内阁随着解散。但由于时任副首相依斯迈沙比里的关系，巫统与国盟达成协议，同意保留大部分前任部长的人选和职位。阿兹敏因此在相隔14日后的8月30日，在依斯迈沙比里的内阁中恢复原职，再次担任国际贸易及工业部高级部长。
2022年5月9日，阿兹敏到美国进行为期10天的贸易投资访问。期间曾会见数间高科技公司如全球半导体公司德州仪器公司及电子组装材料与半导体装配公司Indium Corporation。5月17日，阿兹敏宣布，美国企业Ferrotec承诺在马来西亚投资逾5亿令吉，以在东南亚建立其第一间制造厂。5月18日，他与微软在雷德蒙德占地88英亩的大型工厂进行会谈。5月21日，阿兹敏宣称成功为马来西亚带回总值165亿2000万令吉的新投资。

### 2022年大选败选、暂别政坛
2022年大选，阿兹敏代表国民联盟土著团结党被希望联盟人民公正党的阿米鲁丁沙利以7万2267张得票，以及1万2729张多数票击败。2023年2月13日，阿兹敏宣布暂别政坛。

### 淡江州议员、雪州议会反对党领袖
2023年马来西亚州选举，代表国民联盟土著团结党以2万5597票获胜，成功夺下淡江州议席。2023年9月19日，出任雪兰莪州议会反对党领袖。

## 争议事件

### 男男性爱短片
2019年6月12日，马来西亚许多媒体被邀请加入不同群组，并在群组内分享相同的内容，包括3支性爱短片，1张可看到「部长」脸孔的视频截图，以及2张银行过账资料和文件。
6月13日，原产业副部长的高级机要秘书哈兹阿兹（Haziq Aziz）在面子书称自己是短片的男主角之一，更3次指名道姓短片中的男子就是阿兹敏，指他不具备领袖资格，反贪会必须彻查，哈兹阿兹随后被马来西亚皇家警察逮捕。阿兹敏全盘否认指控，并表示这是已经策划了数个月的政治阴谋，旨在破坏他的个人声誉，摧毁他的政治前途。
随后有关短片在马来西亚当局的鉴证下，证实短片沒有造假，但因为短片影像不清晰，不获马来西亚总检察署接受提控。巫统最高理事拿督洛曼随后将有关短片交到英国和印尼去进行分析，英国于8月15日的分析报告证明短片没有经过剪辑，洛曼并以阿兹敏阿里的脸部4大特征对比，指控短片中的男子就是阿兹敏阿里，但都被马来西亚总检察署以无法确认短片中人身分为由退回。
9月5日，马来西亚多家媒体又接到加入3个WhatsApp群组的信息，在凌晨收到6则性爱短片。6支各3分钟的短片加起来时长达18分钟，与之前爆出的短片大同小异，不过短片较为完整和清晰。11月19日，短片交到美国进行分析视频中人物的身分。 阿兹敏在此期间受到所属的人民公正党一些领袖和党员促请他应该告假接受调查或辞职，直到执法单位完成有关他与哈兹阿兹的男男性爱短片的调查工作完成为止。公正党主席安华对此强调，会对涉案者采取严厉行动，更对阿兹敏表示「若真的涉及就该辞职」。阿兹敏以事件还在调查中，拒绝告假或辞职，更抛下震撼声明，表示幕后黑手就是公正党内的人。
随着12月在美国的报告也显示无法确认短片中人身分后，马来西亚总检察署于2020年1月9日以无法鉴定男男性爱短片主角的身分为由，决定不提控任何人后，事件也在一片争议声下结束。

### 遭10名鹅唛国会选区选民起诉
2020年11月27日，10名来自鹅唛国会选区的选民入禀法庭起诉阿兹敏欺骗及有违作为民选代议士的诚信义务（Fiduciary duty），进而导致希望联盟政府倒台。他们要求法庭宣判阿兹敏违反的行为有欺骗选民之嫌，且违反受委托的义务，并要求损害赔偿、惩戒性赔偿、堂费及法庭认为合理的补偿。
前首相马哈迪·莫哈末于同年12月2日发文告表示，若有需要他的证词，他已准备好出庭供证。该案于12月28日过堂，阿兹敏并未委派任何代表律师出席。
2021年3月12日，阿兹敏入禀法庭要求撤销10名选民对他提出的诉讼，理由是上述选民没有说明合理的诉讼因由，反之，这是诽谤、琐碎、无理取闹或滥用司法程序，以及违反联邦宪法。吉隆坡高庭在同年6月30日驳回阿兹敏要求撤销诉讼的申请，高庭法官阿达（Akhtar Tahir）也在同一天驳回选民要求撤销阿兹敏抗辩书中数个段落的申请。
2022年4月13日，上诉庭三司一致裁决，批准阿兹敏寻求撤销10名鹅唛区选民起诉他欺诈和违反信托责任的诉讼申请。上诉庭指出，高庭在驳回阿兹敏申请撤销诉讼的裁决中出现失误，10名选民在此诉讼提出的主张站不住脚，因此这项诉讼没必要进行完整审讯。
2022年5月10日，10名鹅唛选民向联邦法院提出申请，就上诉庭撤销诉讼提出上诉。同年9月27日，针对诉讼被撤销所入禀的上诉准令申请遭联邦法院驳回。

## 选举成绩
| 年份 | 选区             | 候选人 | 候选人                    | 得票数 | 得票率 | 竞选对手                         | 竞选对手                     | 得票数 | 得票率 | 总票数  | 多数票 | 投票率 |
| ---- | ---------------- | ------ | ------------------------- | ------ | ------ | -------------------------------- | ---------------------------- | ------ | ------ | ------- | ------ | ------ |
| 2008 | 雪蘭莪 P098 鹅唛 |        | 阿兹敏·阿里（人民公正党） | 40,334 | 53.92% |                                  | 赛安华（巫统）               | 33,467 | 44.74% | 75,619  | 6,867  | 76.26% |
| 2013 | 雪蘭莪 P098 鹅唛 |        | 阿兹敏·阿里（人民公正党） | 54,827 | 51.82% |                                  | 拉曼依斯迈（巫统）           | 50,093 | 47.34% | 107,162 | 4,734  | 86.92% |
| 2013 | 雪蘭莪 P098 鹅唛 |        | 阿兹敏·阿里（人民公正党） | 54,827 | 51.82% | 赛纳扎（独立人士）               | 474                          | 0.45%  |        | 107,162 | 4,734  | 86.92% |
| 2018 | 雪蘭莪 P098 鹅唛 |        | 阿兹敏·阿里（人民公正党） | 75,113 | 63.10% |                                  | 凯里尔尼占凯鲁丁（伊斯兰党） | 26,392 | 22.17% | 119,975 | 48,721 | 85.43% |
| 2018 | 雪蘭莪 P098 鹅唛 |        | 阿兹敏·阿里（人民公正党） | 75,113 | 63.10% | 阿都拉欣班达卡玛鲁丁（巫统）     | 17,537                       | 14.73% |        | 119,975 | 48,721 | 85.43% |
| 2022 | 雪蘭莪 P098 鹅唛 |        | 阿兹敏·阿里（土著团结党） | 59,538 | 35.99% |                                  | 阿米鲁丁沙利（人民公正党）   | 72,267 | 43.69% | 165,426 | 12,729 | 80.01% |
| 2022 | 雪蘭莪 P098 鹅唛 |        | 阿兹敏·阿里（土著团结党） | 59,538 | 35.99% | 梅格祖卡乃因奥玛丁（巫统）       | 30,723                       | 18.57% |        | 165,426 | 12,729 | 80.01% |
| 2022 | 雪蘭莪 P098 鹅唛 |        | 阿兹敏·阿里（土著团结党） | 59,538 | 35.99% | 阿兹嘉玛鲁丁达希尔（土著权威党） | 2,223                        | 1.34%  |        | 165,426 | 12,729 | 80.01% |
| 2022 | 雪蘭莪 P098 鹅唛 |        | 阿兹敏·阿里（土著团结党） | 59,538 | 35.99% | 祖基费礼阿末（独立人士）         | 675                          | 0.41%  |        | 165,426 | 12,729 | 80.01% |

| 年份 | 选区         | 候选人 | 候选人                    | 得票数 | 得票率 | 竞选对手                   | 竞选对手                       | 得票数 | 得票率 | 总票数 | 多数票 | 投票率 |
| ---- | ------------ | ------ | ------------------------- | ------ | ------ | -------------------------- | ------------------------------ | ------ | ------ | ------ | ------ | ------ |
| 1999 | N18 淡江     |        | 阿兹敏·阿里（国民公正党） | 9,185  | 53.32% |                            | 法哈山（巫统）                 | 8,039  | 46.67% | 17,395 | 1,146  | 76.65% |
| 2008 | N19 国际山庄 |        | 阿兹敏·阿里（人民公正党） | 11,731 | 52.91% |                            | 哈斯琳达（巫统）               | 10,350 | 46.68% | 22,397 | 1,381  | 72.99% |
| 2013 | N19 国际山庄 |        | 阿兹敏·阿里（人民公正党） | 16,502 | 56.81% |                            | 莫哈末那金依布拉欣（巫统）     | 12,458 | 42.89% | 29,352 | 4,044  | 85.16% |
| 2018 | N19 国际山庄 |        | 阿兹敏·阿里（人民公正党） | 30,892 | 79.64% |                            | 莎娃尤诺斯（巫统）             | 5,380  | 13.87% | 39,057 | 25,512 | 84.44% |
| 2018 | N19 国际山庄 |        | 阿兹敏·阿里（人民公正党） | 30,892 | 79.64% | 莎丽花哈丝丽莎（伊斯兰党） | 2,311                          | 5.96%  |        | 39,057 | 25,512 | 84.44% |
| 2018 | N19 国际山庄 |        | 阿兹敏·阿里（人民公正党） | 30,892 | 79.64% | 阿末卡马鲁丁（人民党）     | 116                            | 0.30%  |        | 39,057 | 25,512 | 84.44% |
| 2018 | N19 国际山庄 |        | 阿兹敏·阿里（人民公正党） | 30,892 | 79.64% | 阿兹万阿里（独立人士）     | 90                             | 0.23%  |        | 39,057 | 25,512 | 84.44% |
| 2023 | N18 淡江     |        | 阿兹敏·阿里（土著团结党） | 25,597 | 51.63% |                            | 祖微丽亚祖基菲礼（人民公正党） | 23,980 | 48.37% | 49,844 | 1,617  | 69.52% |